# مارلی (فیلم)
«مارلی» (انگلیسی: Marley (film)) فیلمی در ژانر زندگی‌نامه‌ای، موزیکال، و مستند به کارگردانی کوین مک‌دانلد است که در سال ۲۰۱۲ منتشر شد. از بازیگران آن می‌توان به باب مارلی و جیمی کلیف اشاره کرد.